# ییلدیز تیلبه
ییلدیز تیلبه (به ترکی استانبولی: Yıldız Tilbe) خواننده زن موسیقی پاپ اهل ترکیه و یکی از پرفروش‌ترین هنرمندان ترکیه‌ای است.وی همچنان کنسرت هایی با جمعیت بیش از۱۵۰هزار نفر برگزار می‌کند. او به خاطر تصنیف‌های شرقی‌اش مشهور است و در سبکهای پاپ و تورکو (سبک سنتی ترکیه) فعالیت دارد.
ییلدیز در ۱۶ ژوئیه ۱۹۶۶ در شهر ازمیر به دنیا آمد. مادر او زازا  و پدر او کرد است. پدرش علی کارگری فصلی اهل استان آگری ومادرش تونجه لی بود. او کوچکترین فرزند از بین شش خواهر وبرادر خود بود. در ازمیر به مدرسه رفت ولی در کلاس دوم درس را رها کرده و به کار مشغول شد. از سنین پایین مشغول خوانندگی در بارها و کلابهای شبانه شد. در هجده سالگی با گون گور کاراهان ازدواج کرد وپس از پنج سال زندگی مشترک جدا شد، حاصل این ازدواج دختری به نام سزن بورچین است. وی زمانی که در سال ۱۹۹۱ در یک کلوپ شبانه مشغول خوانندگی بود با سزن آکسو دیدار کرد و مدتی به عنوان همخوان در کنار وی کار کرد و پس از مدتی از او جدا شد، مدتی بعد به عنوان سلوییست در برنامه laf lafı açıyor با اجرای جم اوزن مشغول به کار شد، در نهایت اولین آلبوم شخصی خود با نام Delikanlım را در سال ۱۹۹۴ بیرون داد. وبا انتشار اولین آلبوم خود به سرعت عجیبی به شهرت رسید. او علاوه بر اجرا با سبکهای مختلف گاهی شعرهای ترانه هی خود را نیز می‌نویسد
ییلدیز در فصل هفتم (۲۰۱۷–۲۰۱۸) مسابقه او سس ترکیه جزو هیئت داوری بود.

## آلبوم‌ها
- Delikanlım (۱۹۹۴) فروش: ۶۰۰٫۰۰۰[۲]
- Dillere Destan (۱۹۹۵)
- Aşkperest (۱۹۹۶)
- Salla Gitsin Dertlerini (۱۹۹۸)
- Gülüm (۲۰۰۱)
- Haberi Olsun (۲۰۰۲)
- Yürü Anca Gidersin (۲۰۰۳)
- Yıldız'dan Türküler (۲۰۰۴) فروش: ۶۵۰٫۰۰۰+
- Sevdiğime Hiç Pişman Olmadım (۲۰۰۴) فروش: ۳۸۰٫۰۰۰
- Papatya Baharı (۲۰۰۵) فروش: ۳۰۰٫۰۰۰[۳]
- Tanidim Seni (۲۰۰۶) فروش: ۱۵۰٫۰۰۰[۳]
- “Güzel” (۲۰۰۸)
- “Aşk İnsanı Değiştirir” (۲۰۰۹)
- “Hastayım Sana” (۲۰۱۰)
- “Oynama” (۲۰۱۱)
- “Yeniden Eskiler Arabesk” (۲۰۱۳)
- “Şivesi Sensin Aşkın” (۲۰۱۴)
- “Yıldız Tilbe 2015” (۲۰۱۵)
- “Oynat” (۲۰۱۶)
- “Sevgililer Günü” (۲۰۱۷)
- “Kış Gülleri” (۲۰۱۸)